# 505 (voilier)
Le 505 (Prononcer Cinq-o-cinq) est une classe de dériveur en double, reconnue série internationale en 1955. Le bateau tire son nom de sa longueur, 5,05 mètres.

## Historique
En 1952 la Fédération internationale de voile lance un concours pour choisir un dériveur en double qui aura le statut de série internationale. La confrontation est organisée à Loosdrecht ; elle est dominée par le Flying Dutchman. Mais les Anglais et les Français sont loin d'être satisfaits par ce bateau trop puissant pour un équipage de poids moyen. Ils demandent et obtiennent qu'une nouvelle sélection soit organisée. C'est à La Baule en 1953 qu'à côté de nombreux prototypes apparaît le Coronet, un dériveur de 5,50 m aux formes révolutionnaires dessiné par le Britannique John Westell. Malgré la domination du Coronet, le jury déclare que le statut international ne lui sera accordé qu'à partir du centième exemplaire construit.
Alain Cettier, alors président de l'association des Canetons, une série française de dériveurs à restrictions de 5,05 m de long, dont la coque est à bouchains vifs, prend contact avec John Westell et lui demande de ramener la longueur du Coronet à celle du Caneton. La surface de voilure du Coronet sera également réduite de 2,3 m2.
Le 505 nait le 16 janvier 1954. Au printemps 1954, le prototype construit par Bigoin tire ses premiers bords sur le plan d'eau du Cercle de la voile de Paris aux Mureaux. Les meilleurs barreurs de la série des Canetons l'essaient et l'adoptent. Dès lors et durant un an, l'association des propriétaires de Canetons (ASPROCA) verra deux séries bien différentes naviguer au sein de cette même classe.
Dès les premières régates, le « Caneton-505 » surclasse ses adversaires grâce à sa coque légère et  planante associée à une grande surface de voile, dont un spi de 24 m2. Le 505 est un bateau excessivement rapide, planant très facilement aux allures portantes, vivant et évolutif.
Le développement des 505 est rapide. En 1955 les cent premières unités naviguent. L'International 505 Class est créée en même temps que sa section française. Les séries des Canetons et des 505 désormais complètement indépendantes continueront à partager le même journal.
Depuis le plan original de 1954, le « cinquo » a connu plusieurs évolutions. Les voiles en coton des années 1950 ont été remplacées par des textiles synthétiques (tergal ou dacron) et aujourd'hui par des films mylar/kevlar ; le spi s'est encore agrandi, et le bateau s'est doté d'un avaleur de spi qui a simplifié la manœuvre de cette voile. La construction des coques a évolué. Conçues initialement pour la construction en bois moulé avec leurs volumes de flottabilité arrondis (solution abondamment copiée par la suite), leur dessin s'est révélé admirablement convenir à la fabrication en polyester stratifié fibre de verre, et par la suite en sandwich nid d'abeille armé fibre de carbone. Le mât aluminium a remplacé les mâts bois, les autres espars (tangons et bômes) étant de plus en plus en carbone.

## Activité
Plusieurs milliers d'exemplaires naviguent dans le monde entier après seulement quelques saisons. Le 5O5 est aujourd'hui répandu dans 20 pays, en particulier les États-Unis, l'Allemagne, la France, l'Australie et l'Angleterre. Un championnat du monde est organisé chaque année ; c'est une régate de tout premier plan qui a couronné de grands champions comme le légendaire Danois Paul Elvstrøm, quadruple champion olympique, qui a été aussi champion du monde de 505 en 1957 et 1958.

## Caractéristiques
- Longueur : 5,05 m
- Largeur : 1,88 m au liston et 1,24 m à la flottaison ; cette différence s'explique par la présence de chaque côté de déflecteurs qui chassent l'eau et accroissent le moment de rappel de l'équipage

Surface des voiles :
- Grand voile : 12,30 m2
- Foc : 4,94 m2; le guindant du foc est de 4,57 m si l'étai de foc est fixé tout à l'avant ou de 4,40 m si l'étai de foc est fixé en arrière de l'avaleur de spi.
- Spinnaker : 27 m2 maximum (depuis l’adoption du grand spi en 2001)
- Masse totale : 127,4 kg sans voiles